# Dryaderces
A Dryaderces  a kétéltűek (Amphibia) osztályába a békák (Anura) rendjébe és a levelibéka-félék (Hylidae) családjába, azon belül a Lophyohylinae tartozó nem. Az Osteocephalus testvér taxonja.

## Elterjedésük
A nembe tartozó fajok a felső Amazonas-medencében az Andok alsóbb szintjein Perutól Bolíviáig, valamint Brazíliában honosak.

## Rendszerezés
A nem fajai korábban az Osteocephalus nembe tartoztak. Legalább egy, még le nem írt faj tartozik a nembe.
A nembe az alábbi fajok tartoznak.
- Dryaderces inframaculata (Boulenger, 1882)
- Dryaderces pearsoni (Gaige, 1929)